# Tiyatro Frankfurt
Tiyatro Frankfurt ist ein türkischsprachiges Theater in Frankfurt am Main. Die Texte der Stücke werden auf einer Leinwand auf Deutsch angezeigt.

## Geschichte
Tiyatro Frankfurt wurde unter der Regie und Leitung von Kamil Kellecioglu im Jahr 2003 gegründet, um die multikulturelle Zusammenarbeit in der Gesellschaft zu fördern und einen deutsch-türkischen Austausch auf künstlerischer Ebene anzuregen. Die Stücke sind modern und zeitgemäß und beschäftigen sich mit gesellschaftspolitischen und sozialkritischen Themen in Deutschland und der Türkei.
Im Jahr 2012 wurde in Abstimmung mit vielen Schulpädagogen ein neues Theaterprogramm konzipiert. Ab 2013 wurde das erste Mal ein türkischsprachiges Kindertheater-Konzept angeboten, um Fähigkeiten der Kinder im Bereich „soziales Miteinander“ und Integration in die Gesellschaft bereits frühzeitig über die darstellende Kunst zu erreichen und zu fördern. Am 8. Februar 2013 wurde der erste Theaterkurs als Pilotprojekt für türkischsprachige Kinder gestartet.
2013 ist das Theater Tiyatro Frankfurt e.V. mit dem Integrationspreis der Stadt Frankfurt am Main ausgezeichnet worden.
Seit dem 19. Januar 2014 genießt das Tiyatro Frankfurt Gastrecht bei der Fliegenden Volksbühne Frankfurt Rhein-Main des Kabarettisten Michael Quast.
Das Engagement des Theatervereins blieb in der Türkei nicht unbemerkt. 2019 erhielt Tiyatro Frankfurt bei den Anatolischen Theaterpreisen die Auszeichnung für das beste Festival.
Das von Tiyatro Frankfurt unter der künstlerischen Beratung von Haldun Dormen, Ayla Algan und Tamer Levent bereits zum siebten Mal organisierte Türkische Theaterfestival, das vom 20. bis 30. März 2020 stattfinden sollte, wurde aufgrund des Coronavirus verschoben.